# Gyda Kongsted
Gyda Lillian Kongsted (født 23. maj 1942 i København) er en dansk chefsekretær og tidligere politiker, der var medlem af Folketinget for Venstre i Blågårdskredsen (Søndre Storkreds) fra 1998 til 2001 og af Indre Nørrebro Bydelsråd fra 1996 til 2001.
Kongsted fik sin elevuddannelse fra skattevæsenet i København i 1962, og blev efterfølgende sproglig handelsstudent fra Roskilde Handelsskole i 1973. I 1976 afsluttede hun EG i engelsk ved Handelshøjskolen i København, i 1977 advokatsekretær i Svendborg og i 1980 bestod hun Certificate of Proficiency in English fra Cambridge University. Hun blev merkonom med speciale i eksport fra Niels Brock i 1996.
Fra 1963-1966 arbejdede hun som sekretær ved Københavns Bygningsteknikum og fra 1973-1976 som engelsk-tysk korrespondent på John R. Hanson Stempelfabrik. I 1976-1977 var hun advokatsekretær i Svendborg, men i 1977 blev hun ansat som bankfuldmægtig (først i afdelingen for statslån, senere i bankens direktion med bestyrelse og repræsentantskab som arbejdsområde) i Privatbanken, hvor hun var til 1985. Det blev i finanssektoren, da hun i 1985 blev ansat hos Foreningen af Fondsbørsvekselerere. Fra 1987 arbejdede hun atter som sekretær, først for advokat Ib Thyregod og fra 1990-1991 for professor, dr.jur. Preben Stuer Lauridsen. Senere blev hun chefsekretær for vicedirektøren for finansielle og administrative aktiviteter og finanschefen i Industrialiseringsfonden for Udviklingslandene (IFU). 2004 blev Gyda Kongsted uddannet på RUC som turistfører i Danmark.
Hun begyndte sin politiske engagement som næstformand for Venstre i Blågårdskredsen i 1994, og blev i 1996 formand. Fra 1997 var hun menigt bestyrelsesmedlem. Hun blev i 1996 formand for Indre Nørrebro Bydelsråds omsorgsudvalg samt medlem af rådets økonomiudvalg og kultur-, fritids- & integrationsudvalg. Hun blev opstillet til Folketinget i 1995, og blev valgt 11. marts 1998, og sad frem til 20. november 2001. 
Efter sin politiske karriere har Kongsted bl.a. været domsmand i Østre Landsret, medlem af bestyrelsen for LOF Vestegnen, været formand for Pårørendegruppen til Svage Ældre i København, formand for Ejerforeningen Ordrupvej 67, er blevet valgt som revisor for Trolleskovens Grundejerforening og er fortsat aktiv som turistfører i Danmark. 2013 valgt som formand for IFU's nyoprettede SeniorKlub. 2016 Næstformand - Venstre i Vallensbæk, og medlem af bestyrelsen for Venstres Hovedbestyrelse i Hovedstadsområdet.